# Shine on (The Cats)
Shine on is een muziekalbum van The Cats uit mei 1994. Het album bevat nieuwe nummers en betekende een kortstondige comeback.
Het kwam negen jaar na de laatste actieve periode in 1985, met Flyin' high als laatste album waar nog nieuwe nummers op stonden. Ook de opvolger van Shine on, The rest of..., bevat nieuw werk. Beide titels verwijzen naar deze comeback, en daarnaast is Shine on de titel van het lied Shine on dat op deze cd staat.
De band bestond in deze periode uit de leden Cees Veerman, Jaap Schilder en Arnold Mühren. Met Piet Veerman hadden de bandleden het in deze tijd nog niet bijgelegd. Verder werkte ook de andere Cat, Theo Klouwer, niet aan deze cd mee. Gastmuzikant voor deze cd was Flaco Jiménez. Jan Akkerman, in de jaren zestig al eens sessiegitarist voor de band, produceerde de cd en speelde ook de gitaarpartij in.
Het album stond zeven weken in de Album Top 100 en bereikte nummer 50 als hoogste positie.

## Nummers
| Nummer | Naam                     | Geschreven door                              | Duur | Opmerkingen |
| --- | ------------------------ | -------------------------------------------- | ---- | ----------- |
| 1. | Times were when          | Neil Grimshaw                                | 4:16 |             |
| 2. | Wake up                  | Cees Veerman                                 | 4:20 |             |
| 3. | Poppy                    | Arnold Mühren                                | 3:25 |             |
| 4. | Shine on                 | Cees Veerman, Arnold Mühren en Jaap Schilder | 4:16 |             |
| 5. | The town ain't the same  | Lewis & Clarke                               | 3:37 |             |
| 6. | The dream is over        | Cees Veerman                                 | 3:45 |             |
| 7. | I miss you               | Arnold Mühren                                | 3:32 |             |
| 8. | Money maker              | Cees Veerman                                 | 3:44 |             |
| 9. | Anne mia                 | M. Muleta                                    | 4:43 |             |
| 10. | Only words               | Cees Veerman                                 | 3:42 |             |
| 11. | One phonecall away       | Arnold Mühren, Jaap Schilder en Cees Veerman | 4:26 |             |
| 12. | It feels like crying     | Cees Veerman                                 | 5:30 |             |
| 13. | These tears are not mine | Arnold Mühren                                | 5:19 |             |
| 14. | No reason at all         | Cees Veerman                                 | 3:52 |             |
| Later zijn er van dit album opnieuw versies op cd uitgebracht waarop bonustracks staan. Deze cd is net als alle andere platen van The Cats in 2014 opgenomen in het verzamelwerk Complete. Op deze uitgave waren in tegenstelling tot de meeste andere cd's echter geen bonustracks aanwezig. |                          |                                              |      |             |